# 阿摩基斯
阿摩基斯 (希臘語：Ἀμόργης)， 波斯总督比斯托尼斯(Πισσούθνης，Pissouthnes)的儿子，前413年卡里亚叛乱的领导者。 他被提萨斐尼抓获，并在前412年处决。